# Eritrea i olympiska sommarspelen 2012
Eritrea deltog i de olympiska sommarspelen 2012 som ägde rum i London i Storbritannien mellan den 27 juli och den 12 augusti 2012. Ingen av landets deltagare erövrade någon medalj.

## Cykling
- Huvudartikel: Cykling vid olympiska sommarspelen 2012

### Landsväg
Herrar
| Cyklist              | Gren                | Tid     | Placering |
| -------------------- | ------------------- | ------- | --------- |
| Daniel Teklehaymanot | Herrarnas linjelopp | 5:46:37 | 73        |

## Friidrott
- Huvudartikel: Friidrott vid olympiska sommarspelen 2012

Förkortningar
- Notera – Placeringar gäller endast den tävlandes eget heat
- Q = Kvalificerade sig till nästa omgång via placering
- q = Kvalificerade sig på tid eller, i fältgrenarna, på placering utan att ha nått kvalgränsen
- NR = Nationellt rekord
- N/A = Omgången inte möjlig i grenen
- Bye = Idrottaren behövde inte delta i omgången

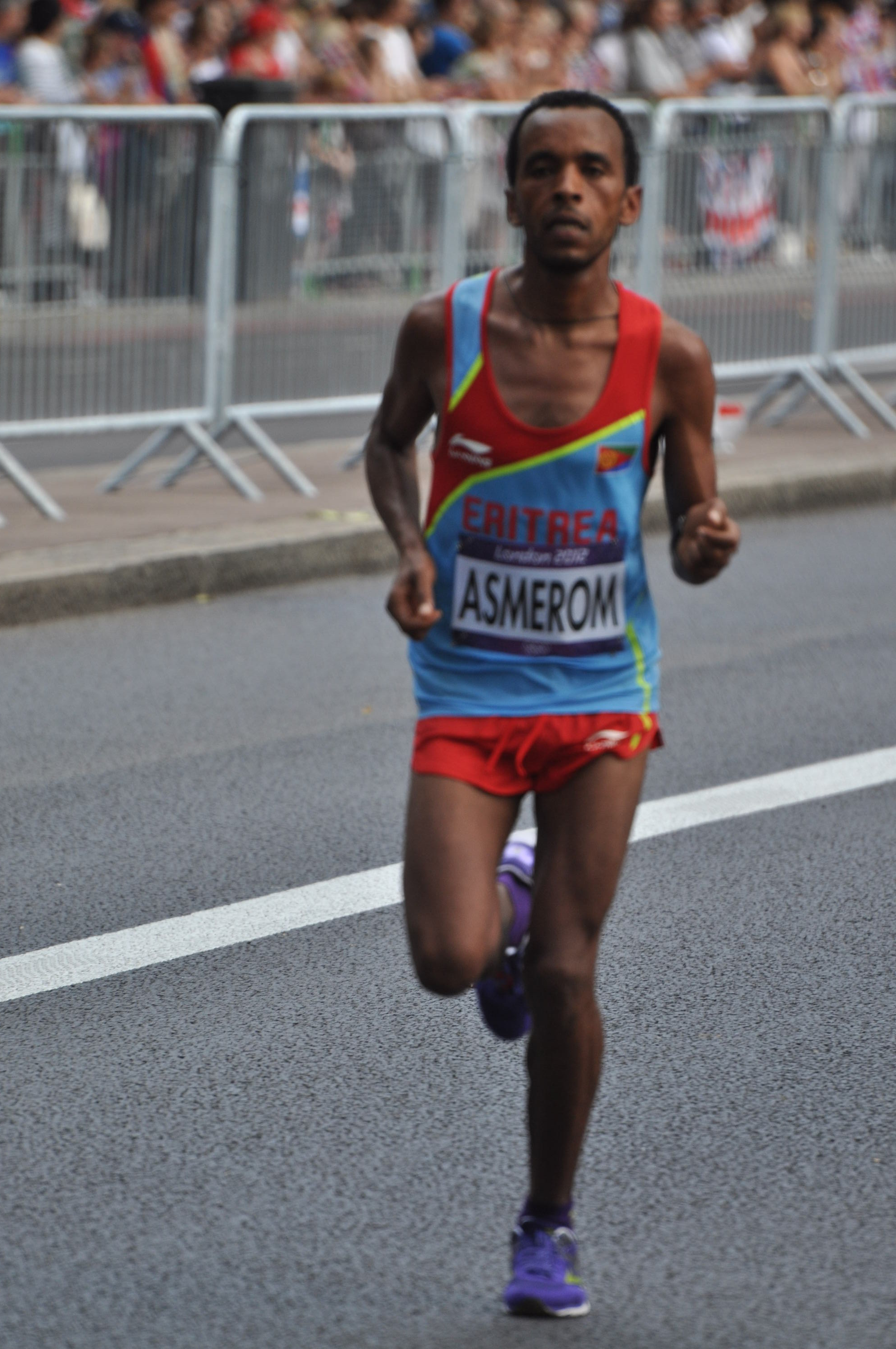
Yared Asmerom
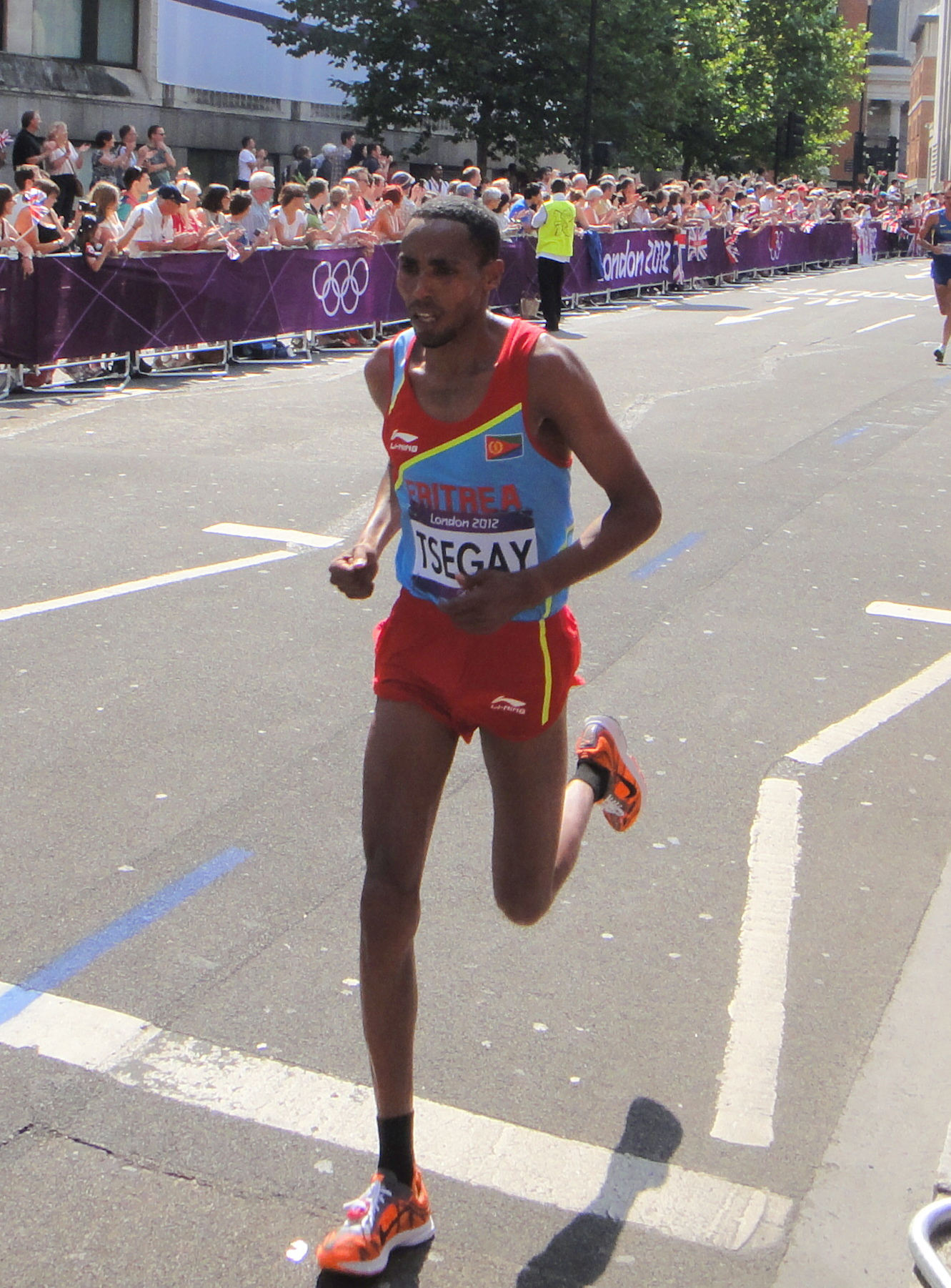
Samuel Tsegay

Herrar
Bana och väg
| Idrottare            | Gren           | Heat     | Heat      | Semifinal        | Semifinal        | Final            | Final            |
| Idrottare            | Gren           | Resultat | Placering | Resultat         | Placering        | Resultat         | Placering        |
| -------------------- | -------------- | -------- | --------- | ---------------- | ---------------- | ---------------- | ---------------- |
| Teklit Teweldebrhan  | 1 500 m        | 3:42.88  | 13        | Gick inte vidare | Gick inte vidare | Gick inte vidare | Gick inte vidare |
| Abrar Osman Adem     | 5 000 m        | 13:24.40 | 11        | i.u.             | i.u.             | Gick inte vidare | Gick inte vidare |
| Teklemariam Medhin   | 5 000 m        | DNF      | DNF       | i.u.             | i.u.             | Gick inte vidare | Gick inte vidare |
| Amanuel Mesel        | 5 000 m        | 13:48.13 | 16        | i.u.             | i.u.             | Gick inte vidare | Gick inte vidare |
| Teklemariam Medhin   | 10 000 m       | i.u.     | i.u.      | i.u.             | i.u.             | 27:34.76         | 7                |
| Zersenay Tadese      | 10 000 m       | i.u.     | i.u.      | i.u.             | i.u.             | 27:33.51         | 6                |
| Nguse Tesfaldet      | 10 000 m       | i.u.     | i.u.      | i.u.             | i.u.             | 27:56.78         | 15               |
| Weynay Ghebresilasie | 3 000 m hinder | 8:37.57  | 10        | i.u.             | i.u.             | Gick inte vidare | Gick inte vidare |
| Yared Asmerom        | Maraton        | i.u.     | i.u.      | i.u.             | i.u.             | 2:15:24          | 19               |
| Yonas Kifle          | Maraton        | i.u.     | i.u.      | i.u.             | i.u.             | 2:21:25          | 58               |
| Samuel Tsegay        | Maraton        | i.u.     | i.u.      | i.u.             | i.u.             | DNF              | DNF              |

- Yared Asmerom
- Samuel Tsegay

Damer
Bana och väg
| Idrottare      | Gren    | Final    | Final     |
| Idrottare      | Gren    | Resultat | Placering |
| -------------- | ------- | -------- | --------- |
| Rehaset Mehari | Maraton | 2:35:49  | 59        |